# Vector V (альбом Димы Билана)
«Vector V» — двенадцатый студийный альбом российского певца Димы Билана, выпущенный 6 июня 2025 года на лейбле Allstars Music. В альбом вошло 16 композиций.

## Вокалист об альбоме
Это больше, чем просто музыка. Это путь, прожитый через чувства, внутренние поиски, силу перемен и стремление быть настоящим, - рассказал в соцсетях Дима Билан о релизе. - Каждая композиция — как вектор, ведущий к себе настоящему. К тому, кто больше не смотрит назад. Кто принял себя таким, каким его сделал этот путь. Но поиск не закончен, он всё ещё продолжается. Этот альбом — один из шагов, и впереди ещё много экспериментов, форм и звучаний. Особенно важно для меня, что всю музыкальную ткань альбома я собирал сам — трек за треком, мысль за мыслью, состояние за состоянием.Дима Билан

## Список композиций
| №                   | Название                                      | Автор(ы)                                                                   | Длительность |
| ------------------- | --------------------------------------------- | -------------------------------------------------------------------------- | ------------ |
| 1.                  | «Дофамин»                                     | Андрей Юдин, Татьяна Шаманина                                              | 3:30         |
| 2.                  | «Мой человек»                                 | Александр Каменский, Олег Шерин, Анна Язикова                              | 2:41         |
| 3.                  | «Флюиды»                                      | музыка - Ваагн Петросян, слова - Анна Аверина                              | 3:40         |
| 4.                  | «По памяти»                                   | Александр Каменский, Олег Шерин, Анна Язикова                              | 2:35         |
| 5.                  | «В области сердца» (при уч. Диана Анкудинова) | Александр Каменский, Олег Шерин, Анна Язикова, Татьяна Шаманина            | 3:17         |
| 6.                  | «Играли роли»                                 | Александр Петрашевский, Татьяна Шаманина                                   | 2:48         |
| 7.                  | «Что-то на родном»                            | Александр Каменский, Олег Шерин, Анна Язикова                              | 3:17         |
| 8.                  | «Помешан»                                     | музыка - Ильгиз Хусаинов, слова - Станислав Ритенко                        | 3:15         |
| 9.                  | «Песня без припева»                           | Андрей Юдин, Татьяна Шаманина                                              | 2:26         |
| 10.                 | «Мы такие люди»                               | Екатерина Ковская                                                          | 3:16         |
| 11.                 | «Пообещай»                                    | Дарья Кузнецова                                                            | 3:48         |
| 12.                 | «Могло было быть»                             | Геннадий Дудин                                                             | 3:41         |
| 13.                 | «Глупые воспоминания»                         | музыка - Тревон Ли, слова - Лина Сердюк                                    | 2:47         |
| 14.                 | «Заново»                                      | Александр Каменский, Александр Черненко, Кирилл Сайгин, Екатерина Черненко | 3:21         |
| 15.                 | «Аутро»                                       |                                                                            | 0:55         |
| 16.                 | «Высота» (bonus)                              | музыка - Александра Пахмутова, слова - Николай Добронравов                 | 5:47         |
| Общая длительность: | Общая длительность:                           | Общая длительность:                                                        | 51:27        |